# Phiala bistrigata
Phiala bistrigata is een vlinder uit de familie van de Eupterotidae. De wetenschappelijke naam van de soort is voor het eerst voorgesteld door Per Olof Christopher Aurivillius in een publicatie uit 1901.
De spanwijdte bedraagt 40 millimeter.
De soort komt voor in Tanzania en Zuid-Afrika.